# Curt Warner
Curtis Edward Warner (Wyoming, 18 marzo 1961) è un ex giocatore di football americano statunitense che ha militato nel ruolo di running back. Premiato due volte come All-American alla Penn State University, Warner fu scelto dai Seattle Seahawks come terzo assoluto del Draft NFL 1983. Fu inserito nella College Football Hall of Fame l'8 dicembre 2009.

## Carriera
Warner fu scelto dai Seattle Seahawks nel corso del primo giro (3º assoluto) del Draft NFL 1983.
Nella sua stagione da rookie, Curt guidò la AFC in yard corse, aiutando la squadra raggiungere la prima finale di conference della sua storia, persa contro i Los Angeles Raiders. Grazie a queste prestazioni, Warner fu convocato per il Pro Bowl e inserito nel Second-team All-Pro. L'anno successivo, Warner soffrì la rottura del legamento crociato anteriore nella prima gara della stagione contro i Cleveland Browns, rimanendo fuori dai campi di gioco per tutta l'annata. Fece ritorno nel 1985 e nelle due stagioni successive ottenne la seconda e terza convocazione per il Pro Bowl della carriera. L'ultima stagione da professionista la trascorse coi Los Angeles Rams nel 1990.
Warner si ritirò dopo otto stagioni nella NFL, con 6.844 yard corse, 193 ricezioni per 1.467 yard e 63 touchdown totali. Nel 1994 fu introdotto nel Seattle Seahawks Ring of Honor.

## Palmarès
- (3) Pro Bowl (1983, 1986, 1987)
- (1) First-team All-Pro (1987)
- (2) Second-team All-Pro (1983, 1986)
- PFWA All-Rookie Team - 1983
- Seattle Seahawks Ring of Honor
- 50 migliori giocatori del 50º anniversario dei Seahawks
- College Football Hall of Fame